# البطولة الوطنية المجرية 1949–50
البطولة الوطنية المجرية 1949–50 (بالمجرية: 1949–1950-es magyar labdarúgó-bajnokság)‏ هو الموسم 47 من  البطولة الوطنية المجرية. أشرف على تنظيمه اتحاد المجر لكرة القدم، وكان عدد الأندية المشاركة فيه  16، وفاز فيه نادي بودابست هونفيد.